# Трио для кларнета, виолончели и фортепиано (Цемлинский)
Трио ре минор для кларнета (скрипки), виолончели и фортепиано, соч. 3 — раннее сочинение Александра фон Цемлинского, единственное его завершённое трио. Написано, очевидно, в 1896 году. Его исполнение в декабре этого года принесло Цемлинскому третье место на конкурсе, устроенном Венским обществом музыкантов по настоянию И. Брамса. Входит в число наиболее часто исполняемых сегодня его произведений.

## История создания
К форме трио композитор уже обращался в марте 1888 года, от сочинявшегося им тогда трио a-moll сохранилась лишь одна часть, но то было стандартное фортепианное трио. Введение кларнета можно объяснить влиянием учителя Цемлинского Брамса, написавшего за пять лето до этого (в 1891 году) трио для аналогичного состава исполнителей. Одновременно в этом просматривается будущая тяга Цемлинского к необычным тембрам и ярчайшей палитре.
Венское общество музыкантов благодаря Брамсу, покровительствовавшему начинающим композиторам, устроило в 1896 году конкурс, и трио Цемлинского заняло на нём третье место. Брамс почти сразу же предложил ему издать сочинение (вместе со струнным квартетом A-dur) у своего друга и издателя Зимрока. Именно Зимрок настоял на том, чтобы Цемлинский приложил и скрипичную партию, поскольку сочинение для стандартного трио, конечно, раскупалось бы намного лучше. Цемлинский подошёл к поставленной задаче серьёзно и не просто переписал партию кларнета под скрипку, но значительно обработал её, исходя из качеств нового инструмента. В сущности, получились почти что два разных произведения.

## Музыка
Трио состоит из трёх частей.
- I. Allegro ma non troppo.
- II. Andante.
- III. Allegro.

Большая, длящаяся 12—13 минут первая часть построена на открытой, широкой, певучей, даже героической теме. Здесь, как и вообще в музыке Цемлинского этого периода, демонстрируется вся мощь позднего романтизма. Влияние Брамса очевидно, но, как и в написанном чуть позже первом струнном квартете, Цемлинский уже во многом выражает себя. Экспозиция повторяется полностью, таким образом составляя около половины длительности этой части. Разработка использует все выразительные свойства каждого инструмента, продвигаясь к развёрнутой кульминации, основанной на первой теме. Затем следует тонко, со вкусом изменённая реприза, в которой для уравновешивания формы на этот раз второй теме предоставляется больше места для развития. Кода остро выказывает меланхоличность основной темы.
Вторая часть написана для кларнета в A, скрипке же предлагается играть в высоком регистре. Она начинается с соло фортепиано, уже содержащего тематический материал, который предстоит развивать в страстных излияниях двум другим инструментам. Мрачноватая последняя фраза темы становится основой для более оживлённой средней части, в которой инструменты как бы общаются с помощью богатого контрапункта, приходя в конце концов к выразительнейшей паузе. Начальная музыка повторяется с некоторыми изменениями, приходя к заключению, написанному, несомненно, с оглядкой на Брамса.
Финал — это удивительно короткая рондо-соната, лёгкая главная партия которой постоянно контрастирует с беззаботной, успокаивающей побочной партией. Напряжение поддерживается плотностью контрапункта, которая разрывается лишь в коде, включающей в себя все темы. Равновесие последних тактов сокрушают три безапелляционных заключительных аккорда.

## Записи
| Год записи | Ансамбль или исполнители                                                   | Кларнет или скрипка | Фирма                                 |
| ---------- | -------------------------------------------------------------------------- | ------------------- | ------------------------------------- |
| 1985       | Э. Бруннер (кларнет) М. Роуси (виолончель) А. Сатукангас (фортепиано)      | кларнет             | Ondine — ODE 760-2                    |
| 1990?      | К. Криику (кларнет) Д. Герингас (виолончель) Г. Оппиц (фортепиано)         | кларнет             | LP: Tudor 73053 CD: Tudor 717         |
| 1992       | Трио имени Цемлинского                                                     | кларнет             | Claves                                |
| 1992       | Трио изящных искусств                                                      | скрипка             | Philips                               |
| 1993?      | Камерный ансамбль «Amici»                                                  | кларнет             | Summit Records                        |
| 1993?      | Трио имени Клементи                                                        | скрипка             | Largo Records — LARGO 5111            |
| 1994?      | В. Бейкенс (кларнет) Р. Дильтьен (виолончель) Р. Грослот (фортепиано)      | кларнет             | Harmonia mundi — 1901371              |
|            | Трио «Пайдейя»                                                             | кларнет             | Tacet — TACET058                      |
| 1998?      | Датское трио                                                               | кларнет             | Paula Records — Pacd 52               |
| 1998?      | Ансамбль «Контрасты»                                                       | кларнет             | Bella Musica Edition                  |
| 2004       | Венское фортепианное трио                                                  | скрипка             | MDG Gold — MDG3421354                 |
| 2005?      | В. Наги (альт) Ю. Герлингер (виолончель) К. Пьяццини (фортепиано)          | альт                | Edition Hera — HER2119                |
| 2006?      | Р. Саландер (кларнет) Ф. Долецал (виолончель) П. Дёр (фортепиано)          | кларнет             | Preiser Records                       |
| 2007       | Э. Оттензамер (кларнет) О. Мюллер (виолончель) К. Хинтерхубер (фортепиано) | кларнет             | Naxos — 8.570540 (недоступная ссылка) |
| 2011       | Ensemble Liaison                                                           | кларнет             | Melba Recordings — MR301132           |